# Denbighshire
Sir Ddinbych
Le Denbighshire (appellation anglaise), ou Sir Ddinbych (appellation galloise), est un comté situé dans le nord du pays de Galles. La ville de Ruthin constitue son centre administratif.

## Histoire
Le Denbighshire actuel a été créé en 1996. Le Denbighshire était l'un des treize comtés traditionnels du pays de Galles abolis en 1974, cependant les frontières actuelles diffèrent substantiellement.

## Communautés
| Nom anglais                 | Nom gallois                 | Population (2011) | Remarques |
| --------------------------- | --------------------------- | ----------------- | --------- |
| Aberwheeler                 | Aberchwiler                 | 298               |           |
| Betws Gwerfil Goch          | Betws Gwerful Goch          | 351               |           |
| Bodelwyddan                 | Bodelwyddan                 | 2 147             |           |
| Bodfari                     | Bodfari                     | 327               |           |
| Bryneglwys                  | Bryneglwys                  | 369               |           |
| Cefn Meiriadog              | Cefn Meiriadog              | 389               |           |
| Clocaenog                   | Clocaenog                   | 254               |           |
| Corwen                      | Corwen                      | 2 325             | Ville.    |
| Cwm                         | Cwm                         | 378               |           |
| Cyffylliog                  | Cyffylliog                  | 495               |           |
| Cynwyd                      | Cynwyd                      | 542               |           |
| Denbigh                     | Dinbych                     | 8 986             | Ville.    |
| Derwen                      | Derwen                      | 426               |           |
| Dyserth                     | Diserth                     | 2 269             |           |
| Efenechtyd                  | Efenechtyd                  | 655               |           |
| Gwyddelwern                 | Gwyddelwern                 | 500               |           |
| Henllan                     | Henllan                     | 862               |           |
| Llanarmon-yn-Iâl            | Llanarmon-yn-Iâl            | 1 062             |           |
| Llanbedr Dyffryn Clwyd      | Llanbedr Dyffryn Clwyd      | 787               |           |
| Llandegla                   | Llandegla                   | 567               |           |
| Llandrillo                  | Llandrillo                  | 580               |           |
| Llandyrnog                  | Llandyrnog                  | 1 096             |           |
| Llanelidan                  | Llanelidan                  | 305               |           |
| Llanfair Dyffryn Clwyd      | Llanfair Dyffryn Clwyd      | 1 053             |           |
| Llanferres                  | Llanferres                  | 827               |           |
| Llangollen                  | Llangollen                  | 3 658             | Ville.    |
| Llangynhafal                | Llangynhafal                | 634               |           |
| Llanrhaeadr-yng-Nghinmeirch | Llanrhaeadr-yng-Nghinmeirch | 1 038             |           |
| Llantysilio                 | Llandysilio-yn-Iâl          | 421               |           |
| Llanynys                    | Llanynys                    | 762               |           |
| Nantglyn                    | Nantglyn                    | 323               |           |
| Prestatyn                   | Prestatyn                   | 18 849            | Ville.    |
| Rhuddlan                    | Rhuddlan                    | 3 709             | Ville.    |
| Rhyl                        | Y Rhyl                      | 25 149            | Ville.    |
| Ruthin                      | Rhuthun                     | 5 461             | Ville.    |
| St Asaph                    | Llanelwy                    | 3 355             | Cité.     |
| Trefnant                    | Trefnant                    | 1 581             |           |
| Tremeirchion                | Tremeirchion                | 703               |           |
| Waen                        | Y Waun                      | 241               |           |

## Géographie
Le Denbighshire inclut les villes de :
- Denbigh (Dinbych) ;
- Llangollen ;
- Prestatyn ;
- Rhuddlan ;
- Rhyl (Y Rhyl) ;
- Ruthin ;
- St Asaph (Llanelwy).